# Bovallstrand
Bovallstrand è un'area urbana della Svezia situata nel comune di Sotenäs, contea di Västra Götaland.
La popolazione rilevata nel censimento 2010 era di 474 abitanti .